# Carl-Erik Ström
Carl-Erik Ström (* 25. Juli 1938 in Ekenäs) ist ein finnischer Autor, Maler, Fotograf (Fotokünstler) und Installationskünstler.

## Leben
Geboren im südfinnischen Ekenäs absolvierte er dort seinen Militärdienst und machte dann im 80 km entfernten Helsinki eine Ausbildung als Dekorateur. Bis zu seinem Umzug nach Stockholm Anfang der 1980er-Jahre war er dort hauptberuflich weiter im erlernten Beruf für das älteste Kaufhaus des Landes tätig. Heute arbeitet Carl-Erik Ström nur noch als Künstler, am heutigen Wohnsitz Stockholm sowie im Ausland, u. a. New York und in Südfrankreich.

## Werk
Carl-Erik Ström verfasste in den 1960er-Jahren zunächst mehrere Bücher mit Kurzgeschichtensammlungen und arbeitete als Maler mit starkem impressionistischem Einfluss. Durch die Pop Art und vor allem US-Künstler wie Alexander Calder inspiriert, begann er Anfang der 70er Jahre mit Installationen, um sich dann zunehmend der Fotografie zuzuwenden.
Erste Ausstellungen, u. a. in der von Jan-Olof Mallander gegründeten Galerie „Cheap Thrills“ in Helsinki, und die Mitgliedschaft in der 1971 gegründeten Künstlergruppe „Skördemannen“ (finnisch: Elonkorjaajat) machten ihn national bekannt. Weitere Gründungsmitglieder der Gruppe waren neben Mallander Künstler wie Peter Widén und Pekka Airaksinen.
Ende der 70er- bzw. Anfang der 80er-Jahre veröffentlichte Ström mehrere Fotobücher, die ihn auch über die Grenzen Finnlands hinaus bekannt machten. Internationale Beachtung brachte ihm schließlich die Biennale in Venedig, auf der er 1984 Finnland mit einer Reihe großformatiger Schwarzweißfotos aus seinem Werk „Silence“ repräsentierte.
Im Jahr 2000 machte die Kunsthalle in Ingolstadt mit der Ausstellung „Twilight“ erstmals Arbeiten von Carl-Erik Ström dem deutschen Publikum zugänglich. Im Jahr 2009 erlebte die Künstlergruppe „Skördemannen“ ihre Wiederbelebung mit einer umfassenden Gemeinschaftsausstellung von Carl-Erik Ström und weiteren Mitgliedern wie Pekka Airaksinen, Carolus Enckell, Antero Kare, Philip von Knorring, J.-O. Mallander, Ilkka Juhani Takalo-Eskola, Erik Uddström, Peter Widén und Stuart Wrede in der Elverket Ausstellungshalle im südfinnischen Ekenäs.
Seine Fotografien beschäftigen sich mehrheitlich mit der Natur, seinen Installationen und dem Thema Schamanismus. Diese Themen bildeten lange Zeit den Hauptteil seiner Fotoarbeiten, die durchgängig alle in Schwarz-Weiß gehalten waren. Seine jüngste Publikation „Logbook“, erschienen 2008, bricht erstmals damit und besticht durch das Spiel mit den Möglichkeiten der Farbfotografie.

## Ausstellungen
- 1976 Elonkorjaajat, Nordens Hus, Reykjavík, Island
- 1977 Moderna Museet, Stockholm, Schweden
- 1983 Finsk Kunst Nå, Henie Onstad Kunstsenter, Oslo, Norwegen
- 1984 Biennale von Venedig
- 1988 L’esprit finlandais, Tours, Frankreich
- 1995–56 „Timescape“, Wanderausstellung u. a. in Bergen, Kansas City, Flaggstaff, Lake Charles, Reykjavík
- 1998 „Twilight“, Künstlerhaus Klagenfurt, Österreich
- 1999 „Aleph“, Södertälje konsthall, Södertälje, Schweden
- 2000 „Twilight“, Kunsthalle in Ingolstadt, Deutschland
- 2009 Elonkorjaajat, Gemeinschaftsausstellung, Elverket, Tammisaari, Finnland
- 2010 After Sauna Art - Skördemannen och Fotografiet (Retrospektive), Finlands Fotografiska Museum, Helsinki